# ليه ويلسون
ليه ويلسون (10 يوليو 1947 مانشستر المملكة المتحدة - ) هو لاعب كرة قدم كندي يلعب كمدافع.